# National Memorial Cemetery of the Pacific

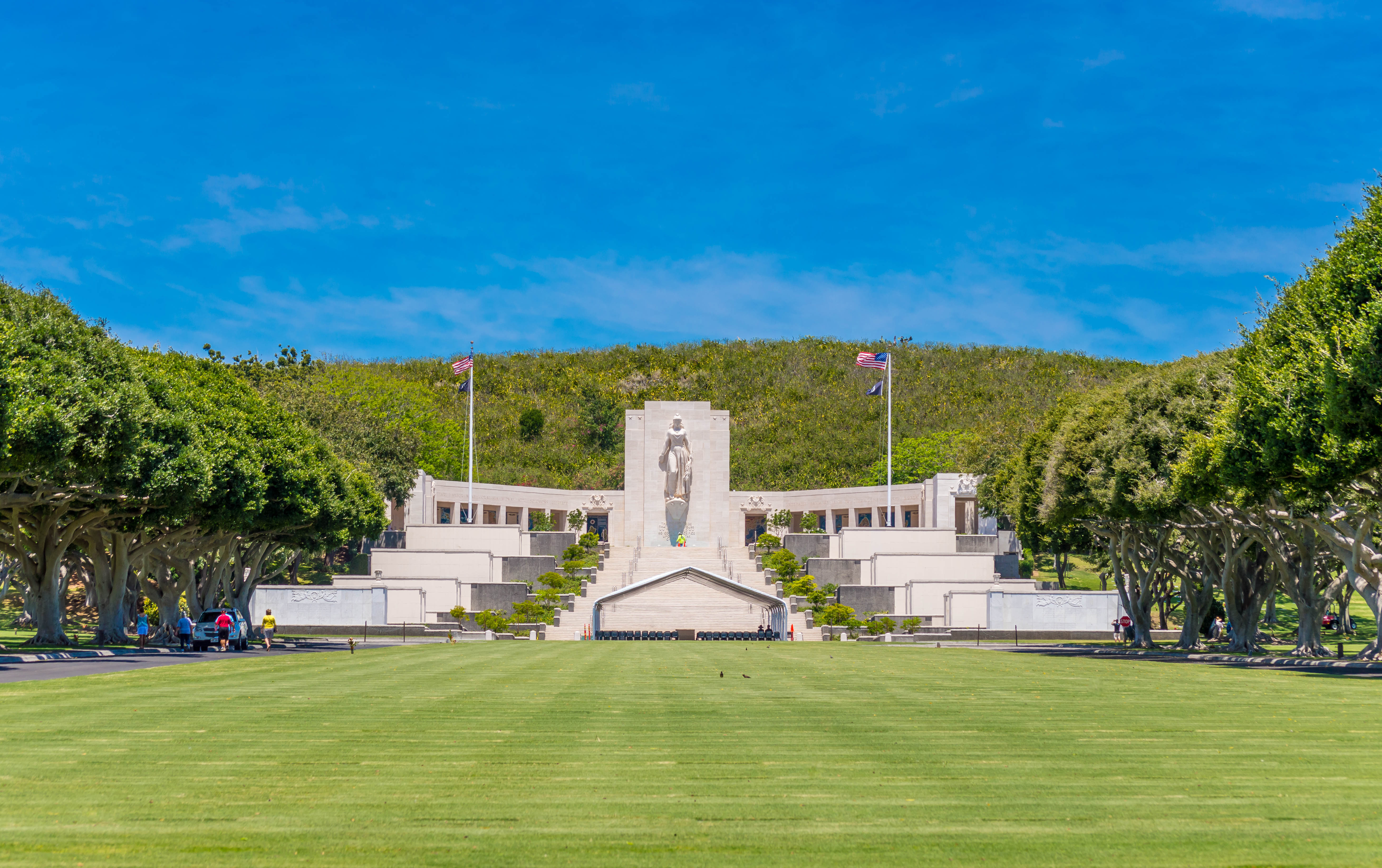
Honolulu Memorial auf dem National Memorial Cemetery of the Pacific

The National Memorial Cemetery of the Pacific, auch Punchbowl Cemetery genannt, ist ein Soldatenfriedhof auf dem Punchbowl Crater in Honolulu, Hawaii. Er wurde 1949 eröffnet und es wurden zunächst 13.000 Soldaten des Zweiten Weltkriegs, die in Guadalcanal, China, Burma, Saipan, Guam, Iwo Jima, den Gefangenenlagern in Japan und auf den Schlachtfeldern in Hawaii gefallen waren, bestattet. Seitdem wurden hier rund 53.000 Veteranen des Ersten und Zweiten Weltkriegs, des Koreakriegs und  Vietnamkriegs sowie deren Angehörige begraben. Seit 1976 ist er im National Register of Historic Places eingetragen.
Auf dem Friedhofsgelände befindet sich das 1966 eingeweihte Honolulu Memorial. An den beiden Seitenwänden der großen Treppe, die zur Gedenkstätte führt, sind die Namen von 18.095 im Pazifik verschollenen US-Amerikanern des Zweiten Weltkriegs sowie von 8210 verschollenen Soldaten des Koreakriegs und 2504 des Vietnamkriegs eingraviert. Am Ende der Treppe befindet sich eine Kapelle und eine Galerie mit Landkarten der verschiedenen Kriegsschauplätze im Pazifik. Davor befindet sich eine neun Meter hohe Statue der Lady Columbia mit einer Inschrift aus Abraham Lincolns Brief an Mrs. Bixby.